# Billy-sur-Ourcq
Billy-sur-Ourcq és un municipi francès situat al departament de l'Aisne i a la regió dels Alts de França. L'any 2007 tenia 217 habitants.

## Demografia

### Població
El 2007 la població de fet de Billy-sur-Ourcq era de 217 persones. Hi havia 80 famílies de les quals 16 eren unipersonals (4 homes vivint sols i 12 dones vivint soles), 24 parelles sense fills, 32 parelles amb fills i 8 famílies monoparentals amb fills.
La població ha evolucionat segons el següent gràfic:
Habitants censats

### Habitatges
El 2007 hi havia 93 habitatges, 78 eren l'habitatge principal de la família, 14 eren segones residències i 1 estava desocupat. 89 eren cases i 2 eren apartaments. Dels 78 habitatges principals, 62 estaven ocupats pels seus propietaris, 14 estaven llogats i ocupats pels llogaters i 2 estaven cedits a títol gratuït; 1 tenia una cambra, 2 en tenien dues, 10 en tenien tres, 21 en tenien quatre i 44 en tenien cinc o més. 44 habitatges disposaven pel capbaix d'una plaça de pàrquing. A 36 habitatges hi havia un automòbil i a 31 n'hi havia dos o més.

### Piràmide de població
La piràmide de població per edats i sexe el 2009 era:
| Homes | Edats   | Dones |
| ----- | ------- | ----- |
| 0     | 95 o +  | 0     |
| 0     | 90 a 94 | 0     |
| 0     | 85 a 89 | 0     |
| 4     | 80 a 84 | 0     |
| 0     | 75 a 79 | 4     |
| 4     | 70 a 74 | 4     |
| 4     | 65 a 69 | 4     |
| 8     | 60 a 64 | 4     |
| 4     | 55 a 59 | 4     |
| 0     | 50 a 54 | 8     |
| 16    | 45 a 49 | 4     |
| 8     | 40 a 44 | 8     |
| 4     | 35 a 39 | 12    |
| 8     | 30 a 34 | 12    |
| 8     | 25 a 29 | 8     |
| 4     | 20 a 24 | 8     |
| 20    | 15 a 19 | 8     |
| 12    | 10 a 14 | 4     |
| 4     | 5 a 9   | 20    |
| 16    | 0 a 4   | 4     |

## Economia
El 2007 la població en edat de treballar era de 136 persones, 105 eren actives i 31 eren inactives. De les 105 persones actives 88 estaven ocupades (48 homes i 40 dones) i 17 estaven aturades (6 homes i 11 dones). De les 31 persones inactives 6 estaven jubilades, 13 estaven estudiant i 12 estaven classificades com a «altres inactius».

### Ingressos
El 2009 a Billy-sur-Ourcq hi havia 77 unitats fiscals que integraven 218 persones, la mediana anual d'ingressos fiscals per persona era de 15.599 €.

### Activitats econòmiques
Dels 10 establiments que hi havia el 2007, 1 era d'una empresa extractiva, 1 d'una empresa de fabricació d'altres productes industrials, 1 d'una empresa de construcció, 3 d'empreses de comerç i reparació d'automòbils, 1 d'una empresa d'informació i comunicació, 2 d'empreses financeres i 1 d'una empresa immobiliària.
L'any 2000 a Billy-sur-Ourcq hi havia 7 explotacions agrícoles que ocupaven un total de 1.113 hectàrees.

## Poblacions més properes
El següent diagrama mostra les poblacions més properes.